# Jasminum nudiflorum
Il gelsomino d'inverno (Jasminum nudiflorum Lindl., 1846) è una pianta della famiglia delle Oleacee, endemica della Cina.
È conosciuto anche con il nome di gelsomino di San Giuseppe.

## Descrizione
Il gelsomino d'inverno è un arbusto a foglie caduche, resistente ai climi rigidi. Si presenta come un ciuffo, più o meno denso, di sottili rami di colore verde scuro, che appaiono dritti e rigidi; le foglie, anch'esse dalla colorazione verde scura, sono lucide e leggermente cuoiose, e sono costituite da tre piccole foglioline. Al termine della stagione invernale questa specie produce piccoli fiorellini gialli non profumati, che sbocciano a partire dalla base dei rami, prima della comparsa delle foglie.
È una rampicante che tende a crescere abbondantemente, potendo raggiungere anche l'altezza di 2 o 3 metri.

## Distribuzione e habitat
Questa specie è diffusa nella Cina centro-meridionale (Tibet, Gansu, Shaanxi, Sichuan, Yunnan).
Utilizzata come pianta ornamentale, si è naturalizzata in Francia, Germania, Italia e in regioni sparse degli Stati Uniti (Texas, Oklahoma, Georgia, Tennessee, Maryland e New Jersey).